# Honsel (Lüdenscheid)
Honsel ist die Bezeichnung eines Stadtteils von Lüdenscheid und gehört zum statistischen Bezirk 05 (Honsel/Eichholz) der Kreisstadt Lüdenscheid im westlichen Sauerland, Nordrhein-Westfalen. Speziell die Honseler Straße, der Honseler Bruch, die Saarlandstraße, die Berliner Straße und Teile der Glatzer Straße sowie die umliegenden Straßenzüge werden zum Honsel gezählt. Nördlich des Honsels schließt sich der Stadtteil Eichholz an. Im Süden des Honsels liegt der Stadtteil Staberg und im Westen der Stadtteil Kluse, während sich im Osten der Stadtteil Wefelshohl anschließen. Weite Teile des Stadtteils Loh und des Stadtteils Schlittenbach werden seit 2010 statistisch ebenfalls zum Stadtteil Honsel gezählt.

## Bildungseinrichtungen

### „Bergstadt-Gymnasium Lüdenscheid“
Im Jahr 1964 wurde das Bergstadt-Gymnasium Lüdenscheid (BGL) gegründet. Es ist damit das jüngste Gymnasium in Lüdenscheid. Mit derzeit ca. 750 Schülerinnen und Schülern und einem Kollegium von ca. 60 Lehrkräften ist es zugleich das größte der drei Gymnasien der Stadt Lüdenscheid. Das heutige Gebäude an der Saarlandstraße 5 am Loh wurde im Jahr 1973 bezogen.

### Evangelisches Familienzentrum „Schatzkiste am Annaberg“
An der Annabergstraße 55 existierte zuvor bereits die evangelische Kindertagesstätte „August Hermann Francke“.
Jedoch wurden Ende September 2013 die beiden Einrichtungen „August Hermann Franke“ und „Schatzkiste“ der evangelischen Kreuzkirchengemeinde zum neuen Evangelischen Familienzentrum „Schatzkiste am Annaberg“ zusammengelegt, das nun sechs Gruppen für circa 125 Kinder umfasst. Die neue Tagesstätte wurde ab dem Kindergartenjahr 2013 eröffnet. Die Umstrukturierungen ergaben sich aus dem Neubau des Gemeindehauses der Kreuzkirche. 
Im Untergeschoss der Kreuzkirche, wo vorher noch die Kindertagesstätte „Schatzkiste“ angesiedelt war, sind neue Jugendräume von der Kirchengemeinde entstanden. Gleichzeitig wurden die Gemeinderäume an der Annabergstraße, wo die zweite Kindertagesstätte „August Hermann Francke“ angesiedelt war, nicht mehr von der Kreuzkirche benötigt. Deshalb wurde dort Mitte Oktober 2012 mit dem Umbau eines Gruppenraumes und der Turnhalle zu einem U3-Bereich begonnen. Eine erste Gruppe mit sechs Kindern unter drei Jahren gab es zuvor dort bereits. 
Im Kindergartenjahr 2013 sind zehn Krippenplätze für Unter-Zweijährige hinzugekommen. Um Platz für die Kinder der Kindertagesstätte „Schatzkiste“ zu schaffen, wurden im zweiten Bauabschnitt die Gemeinderäume im Obergeschoss ebenfalls umgebaut. Auch eine neue Turnhalle gibt es dort. Außerdem wurde der Eingangsbereich neu gestaltet und mit einem Aufzug versehen, um die Barrierefreiheit besser gewährleisten zu können. 
Im Hintergrund liefen seit 2009 bereits gleichzeitig die Vorbereitungen zur Zusammenlegung der beiden Kindergärten, zusammen mit den Kindern, den Eltern und dem Personal. Die Zertifizierungsphase zum offiziellen Familienzentrum lief ebenfalls parallel dazu. Die offizielle Eröffnung der „Schatzkiste am Annaberg“ erfolgte mit einer Feier wie geplant Ende September 2013.

### Gemeinschaftsgrundschule „Adolf-Kolping-Schule“
Am Danziger Weg 45 gibt es seit 1965 die Gemeinschaftsgrundschule „Adolf-Kolping-Schule“. 
Im Jahr 2010 wurde im Rahmen des Konjunkturpaketes 2 die Schule umfassend saniert. Dafür musste die gesamte Grundschule mit allen Schülern und sämtlichem Inventar in das leerstehende Gebäude der ehemaligen Hauptschule Wefelshohl. Ein halbes Jahr später zog die Grundschule an ihren alten Standort zurück.

### Katholische Kindertagesstätte „St. Petrus und Paulus“
Außerdem gibt es seit 1972 an der Berliner Straße 18 die katholische Kindertagesstätte „St. Petrus und Paulus“. Sie umfasst 3 Gruppen mit Kindern zwischen 2 Jahren und dem Schuleintrittsalter.
Die Kindertagesstätte soll in nächster Zeit auch für die Betreuung unter 3 Jahre alter Kinder weiter ausgebaut und verschönert werden.

## Infrastruktur

### Allgemeine Infrastruktur
Die Struktur des Stadtteils ist vor allem durch zahlreiche Reihenhäuser und Mehrfamilienhäuser geprägt. Viele dieser Häuser wurden in den letzten Jahren aufwendig saniert. Neben den Wohnhäusern gibt es eine Reihe von größeren und kleineren Geschäften in dem Stadtteil. Besonders in der Berliner Straße, der Bromberger Straße und dem Honseler Bruch sowie der Bräuckenstraße gruppieren sich viele Einzelhandels- und Gastronomieeinrichtungen. Außerdem befinden sich mehrere Arztpraxen in dem Stadtteil.
An der Königsberger Straße, der Elbinger Straße und der Bromberger Straße gibt es ein ausgedehntes Gewerbe- und Industriegebiet. In den letzten Jahrzehnten haben sich dort viele kleine und größere Betriebe niedergelassen. Ein Standortvorteil liegt in der guten Nähe zur Bundesstraße 229 und zur Bundesautobahn 45.

### Altenheim „Amalie-Sieveking Haus“
Außerdem wurde seit Mai 2012 an der Annabergstraße der Neubau des Altenheims des Amalie-Sieveking-Hauses errichtet. Im Neubau des Amalie-Sieveking-Hauses sind ausschließlich Einzelzimmer mit dazugehörigen rollstuhlgerechten Badezimmern entstanden. Insgesamt gibt es 60 Plätze im Neubau am Ende der Annabergstraße. Vorgesehen sind sechs Wohngruppen mit jeweils acht beziehungsweise 12 Bewohnern. Zwei Wohngruppen im Erdgeschoss sind speziell auf die Bedürfnisse von dementiell erkrankten Bewohnerinnen und Bewohnern ausgerichtet. Im Gartengeschoss gibt es Versorgungsräume, mehrere Büros, einen Schulungsraum und Sozialräume für das Mitarbeiter-Team. Alle Zimmer wurden mit einer Klimaanlage ausgestattet. Zudem wurden drei Wohnungen für Ehepaare mit je zwei Räumen und einem Badezimmer geplant. Eine Cafeteria und ein Wellnessbad gibt es ebenfalls in dem Neubau. Außerdem hat die Einrichtung einen Sinnesgarten für „Menschen mit eingeschränkter Alltagskompetenz“ erhalten. Das neue Gebäude wurde „V-förmig“ gebaut, sodass ein kleiner Innenhof für die Bewohner entstanden ist. Die Baumaßnahmen wurden im Oktober 2013 abgeschlossen.
Mitte Oktober 2013 erfolgte der Umzug der Bewohner von der Sedanstraße zum neuen Haus in der Annabergstraße. Der Bewohnerbeirat war mit einbezogen worden in die Auswahl von Farben, Stoffmustern und Mobiliar im neuen Haus. Die Etagen sind farblich unterschiedlich gestaltet, ebenso die Möblierung. Das soll auch als Orientierungshilfe für die Bewohner dienen. Im 2. Obergeschoss sind nur Männer untergebracht. Dort gibt es auch ein Raucherzimmer. Auf den Zimmern darf nicht mehr geraucht werden. Die vielen Fenster sollen schöne Aussichten auf die Umgebung ermöglichen. Spezial- und Niedrigpflegebetten sollen die Pflege erleichtern und das Sturzrisiko minimieren. Jede Etage weist zwei Aufenthaltsräume mit Küchenzeile und gemütlichen Sesseln vor. Auf der Ebene des Gartens mit kleinem Innenhof und Bestuhlung ist auch ein Wellnessbadezimmer eingerichtet worden. Am Freitag, den 29. November 2013, fand ein Tag der offenen Tür im neuen Gebäude statt.

### Katholische Kirchengemeinde „St. Petrus und Paulus“
Seit 1962 existiert die katholische Kirchengemeinde „St. Petrus und Paulus“ im Gebäude an der Honseler Straße 68. Im Jahr 2012 feierte die Gemeinde ihr 50-jähriges Jubiläum. Momentan ist die Kirchengemeinde St. Petrus und Paulus auf der Suche nach einem neuen Priester. Jedoch gibt es momentan zu wenig ausgebildete Priester im Bistum Essen.

### „Sportplatz Honsel“
Am Honseler Bruch besteht zudem der „Sportplatz Honsel“. Im Jahr 2009 wurde vom LTV 61 eine 240 Quadratmeter große Tagessportstätte inklusive zweier neuer Umkleidekabinen und einem Vereinszimmer auf dem Gelände des Sportplatzes errichtet. Dafür wurde ebenfalls der Garten zwischen dem vorhandenen Trakt und dem Wall an der linken Seite vollkommen umgestaltet.

### Vereinsheim der „Turbo-Schnecken Lüdenscheid“
In einem Industriedenkmal an der Bromberger Straße entsteht seit Januar 2012 das neue Vereinsheim der „Turbo-Schnecken Lüdenscheid“. Für das Gebäude sind drei Sporthallen samt Umkleiden, Küche, Technikraum und Bistro geplant. Dadurch sollen die auf 16 Sporthallen verteilten Aktivitäten wieder in einem Gebäude zentralisiert werden. Die „Turbo-Schnecken Lüdenscheid“ sind mittlerweile mit 2.100 Mitgliedern der größte Breitensportverein in der Stadt Lüdenscheid.
Durch Bodenprobleme soll der Umbau des Geländes und des Gebäudes vsl. erst bis Ende des Jahres 2013 abgeschlossen sein. Ende August 2013 wurde bekannt, dass das neue Dach bereits gedeckt ist und die neuen Fenster bereits in das Gebäude eingebaut worden sind. Momentan finden die Hauptarbeiten noch im Inneren des Gebäudes statt. Auch die Trockenbauarbeiten seien bereits in vollem Gange. Nach wie vor sei das Ziel der Verantwortlichen, Ende des Jahres 2013 das neue Sport- und Vereinszentrum zu eröffnen. Zudem soll zeitgleich ein Bistro in dem Gebäude eröffnet werden, wo momentan öffentlich noch ein Pächter für gesucht wird.
Mitte November 2013 wurde bekannt, dass eine Betreiberin für das neue Bistro gefunden wurde. Außerdem wurde die Person vorgestellt, die die sportliche Leitung des „Schneckenhauses“ übernehmen wird. Zudem soll über der Halle im Obergeschoss des „Schneckenhauses“ eine ausgebildete Ernährungsberaterin einziehen. Am 15. Dezember 2013 fand noch einmal ein „Schaustelltag“ im „Schneckenhaus“ statt. Die offizielle Eröffnung des „Schneckenhauses“ fand Ende 2013 statt.

## Planung eines zusätzlichen "Nahversorgungszentrum Bräucken"

### 2010
Neben den bestehenden Geschäften an der Hauptverkehrskreuzung im "Bräucken" wurde 2010 ein neues "Nahversorgungszentrum Bräucken" an der Bromberger Straße geplant. Lt. der Zeitung "Westfälische Rundschau" sollte auf der Brachfläche zwischen Bromberger Straße und Bräuckenstraße, gegenüber der Einmündung der Nottebohmstraße, ein neuer Einzelhandelsstandort mit einem großflächigen Vollversorger, Lebensmitteldiscounter, Drogerie- und Getränkemarkt sowie einem Backshop errichtet worden. 3300 Quadratmeter Verkaufsfläche wurden dort angepeilt.

### 2013
Am 9. März 2013 erschien ein Bericht in den Lüdenscheider Nachrichten, dass der Bebauungsplan für das neue "Nahversorgungszentrum Bräucken" von der Stadt Lüdenscheid genehmigt wurde. Daraufhin wurden die Flächen des ehemaligen auf dem Gelände ansässigen Discounters komplett abgerissen. Das Gelände zwischen der Bromberger Straße und der Bräuckenstraße gehört mittlerweile einer benachbart gelegenen Lüdenscheider Immobilienfirma. Auf dem Gelände sind, wie bereits 2010 geplant, ein großflächiger Vollversorger, ein Lebensmitteldiscounter und ein Drogeriemarkt entstanden. Die benachbart gelegene Lüdenscheider Immobilienfirma will die Neubauten auf dem Gelände bis zum Ende des Jahres 2013 fertigstellen und die Geschäfte zur Eröffnung freigeben.
Laut einem Bericht aus den Lüdenscheider Nachrichten wurde das erste Geschäft des neuen "Fachmarktzentrum Schlittenbach" (Früherer Planungsname: "Nahversorgungszentrum Bräucken") an Donnerstag, den 31. Oktober 2013, um 8 Uhr, eröffnet. Die anderen Unternehmen wollen auch bis zum Weihnachtsfest eröffnen.
Nach der Eröffnung des ersten Geschäftes eröffneten außerdem ein Lotto-Toto-Geschäft mit Postfiliale, kurze Zeit später folgten eine Bäckerei mit Café sowie die Volksbank mit einer SB-Geschäftsstelle. Am Donnerstag, den 28. November 2013 hat außerdem ein Drogeriemarkt auf dem Gelände eröffnet. In dem Drogeriemarkt wurden 11 neue Arbeitsstellen geschaffen.
Am Dienstag, den 3. Dezember 2013, eröffnete ein weiterer Lebensmittelmarkt mit einem Getränkeshop, der insgesamt 31 Mitarbeiter beschäftigt.

## Sehenswertes
Die unterschiedlichen Häuser des Stadtteils Honsel sowie die ausgedehnten Fußwege in dem Viertel laden zu Spaziergängen ein.
Am Rande des Honseler Bruchs gibt es einen kleinen Teich, der von vielen Enten als Wasserfläche genutzt wird.
Für Kinder gibt es einige neu gestaltete Spielplätze in dem Stadtteil.

## Verkehrsanbindung

### Bahnverkehr
Die nächstliegenden Bahnhöfe sind der Bahnhof Lüdenscheid und der Bahnhof Brügge (Westfalen). Beide sind per Auto oder Bus in wenigen Fahrminuten gut erreichbar.

### Busverkehr
Die Anbindung des Stadtteils an den Öffentlichen Personennahverkehr erfolgt durch die Buslinien 40, 47, 48 und 245 (Schulbuslinie) der Märkischen Verkehrsgesellschaft (MVG).

### Straßenverkehr
Die Anbindung an das Bundesautobahnnetz erfolgt über die nahegelegene Abfahrt Nr. 14 Lüdenscheid der A 45. Diese führt Richtung Norden nach Hagen und Dortmund sowie in Richtung Süden nach Siegen, Wetzlar, Gießen und Frankfurt am Main. Weitere Anschlussstellen sind die Abfahrten Nr. 13 Lüdenscheid-Nord und Nr. 15 Lüdenscheid-Süd der A 45. Auch die B 229 führt durch Honsel.